# Bryanae
Super-ordre
Les Bryanae sont un super-ordre de mousses de la classe des Bryopsida, comprenant notamment l'ordre des Bryales.

## Liste des ordres
Selon Tropicos (24 juin 2021) :
- Aulacomniales N.E. Bell, A.E. Newton & D. Quandt Bryologist 110: 554, 2007
- Bartramiales M. Menzel J. Hattori Bot. Lab. 71: 242, 1992
- Bryales Limpr. Krypt.-Fl. Schlesien 1(1): 55, 1876
- Calomniales Dixon Man. Bryol. 406, 1932
- Eubryales M. Fleisch. Hedwigia 61: 395, 1920
- Hedwigiales Ochyra Biodivers. Poland 3: 155, 2003
- Helicophyllales M. Stech & W. Frey Nova Hedwigia 86: 14, 2008
- Orthodontiales N.E. Bell, A.E. Newton & D. Quandt Bryologist 110: 554, 2007
- Orthotrichales Dixon Man. Bryol. 409, 1932
- Rhizogoniales Goffinet & W.R. Buck Monogr. Syst. Bot. Missouri Bot. Gard. 98: 235, 2004
- Splachnales Ochyra Biodivers. Poland 3: 156, 2003